# Marattia cicutifolia
Marattia cicutifolia är en kärlväxtart som beskrevs av Georg Friedrich Kaulfuss.
Marattia cicutifolia ingår i släktet Marattia och familjen Marattiaceae. Inga underarter finns listade i Catalogue of Life.